# Chalastra (bướm đêm)
Chalastra là một chi bướm đêm thuộc họ Geometridae.